# تاله جر (سقز)
قرية تاله جر (بالكردية: تاڵەجەڕ) هي إحدى القرى التابعة لـذو الفقار في ريف قسم سرشيو من مقاطعة سقز، في محافظة كردستان الإيرانية.

## السكان
حسب إحصاءات سنة 2006، بلغ إجمالي السكان في تاله جر 250 نسمة وعدد المساكن 48 مسكن. لغة سكان تاله جر هي اللغة الكردية و هم من أهل السنة والجماعة والمذهب الشافعي.